# Montreuil-sur-Lozon
Montreuil-sur-Lozon là một xã thuộc tỉnh Manche trong vùng Normandie tây bắc nước Pháp. Xã này nằm ở khu vực có độ cao trung bình 44 mét trên mực nước biển.